# Loughsalt Mountain
Loughsalt Mountain, ou Cnoc an Liatháin en irlandais, est une colline du comté de Donegal en Irlande. Elle doit son nom au lac Salt, Lough Salt, situé le long de son flanc nord-ouest.